# Rymättylä
Rymättylä este o fostă comună din Finlanda.